# Korttidshukommelse
Korttidshukommelse (også kendt som arbejdshukommelse) er anset for at være et midlertidig lagersystem, som understøtter vores evne til at have komplekse tanker. Kapaciteten af korttidshukommelsen er modsat langtidshukommelsen begrænset, hvor den ved langtidshukommelsen er uendelig stor.

## Kapacitet
Mængden af information, eller antal af objekter som som kan holdes på i korttidshukommelsen har længe været diskuteret og blev forsket af bl.a. Sperling (1960) og Cowan (2005) som begge fandt frem til omtrent det samme antal. Ift. visuel information (ikonisk hukommelse), fandt Sperling (1960) frem til at mennesker husker 4-5 visuelt præsenterede bogstaver når de præsenteres i 50 ms. Cowan et. al. fandt, at forsøgspersoner huskede 4 cifre, som ligner resultatet fra det forsøg Sperling lavede med sine forsøgspersoner.

## Modeller

### Standardmodellen:Atkinson og Shiffrin (1968)
Siden 1960'erne er der blevet udviklet forskellige modeller for hvordan menneskets hukommelse fungerer . Én af de mest indflydelsesrige er standardmodellen (“modal model” of memory), som blev udarbejdet af Atkinson og Shiffrin i 1968. De opdelte hukommelse i to kernebegreber; de strukturelle komponenter i hukommelsessystemet, og processer der styrer hukommelsens lagring og afhentning. Standardmodellen fokuserer på den sidstnævnte del og påstår at der er tre typer af hukommelse: sensorisk hukommelse, et korttidslager og langtidslager. Sensorisk hukommelse dækker over sensorisk information fra omgivelserne, som kan være auditivt, visuelt, haptisk m.m. Denne information holdes ikke på længe og det siges at være omtrent 1 sekund eller mindre. Hvor den sensoriske information kommer ind i hukommelsen; korttidshukommelse, som modtager og indeholder input fra både det sensorisk register og langtidshukommelsen; og langtidshukommelse, hvor informationen, som er blevet processeret grundigt nok i korttidshukommelse kan holdes på i ubestemt tid. Denne model repræsenterer et vendepunkt i udviklingen af hukommelses teori, idet de tog mange af de foreslåede begreber fra tidligere studier i psykologiens felt omhandlende hukommelse. Standardmodellen har fungeret som et fundament for videre undersøgelse og videreudvikling af hukommelses teorier.
Standardmodellen er stadieinddelt hvilket betyder, at hvis en person har en skadet korttidshukommelse, så vil langtidshukommelsen heller ikke være intakt. Det var en anden historie for Henry Molaison (H.M.) som fik fjernet det meste af hippocampus, som er den del af hjernen der er tilknyttet hukommelsen. Dette blev gjort for at modvirke hans epileptiske anfald. Indgrebet hjalp på anfaldene, men resulterede i at H.M. mistede evnen til at danne nye deklarative minder .

### Baddeley & Hitch model (1974)
En af de mest indflydelsesrige modeller, som blev udviklet efter standardmodellen er Baddeleys model af arbejdshukommelsen, som er opkaldt efter skaberne Alan Baddeley og Graham Hitch.
Baddeley og Hitch mente ikke at korttidshukommelse var en enkelt samlet konstruktion, og delte den derfor op i flere enheder og nævnte den arbejdshukommelsen. I deres model af arbejdshukommelsen er der 3 enhederne: Den centrale styringsenhed, den visuospatiale tegneflade og den fonologiske løkke. I år 2000 blev der tilføjet et fjerde komponent kaldet den episodiske buffer .
Forestil dig at du skulle give instruktioner til venner, for at de kan finde vej fra busterminalen til dit hus. Du vil være nødt til at lave en visuospatial repræsentation af byen, bestemme den hurtigste vej, og gøre det til verbale instruktioner, så dine venner forstår det. Dine venner vil skulle foretage sig en lignende opgave men i omvendt rækkefølge, tage noter eller stole på deres langtidshukommelse .
Den fonologiske løkke samt den visuospatiale skitseblok kaldes også slavesystemer for den centrale styringsenhed. En fornyet version af Baddeleys model (2000) indeholder også et fjerde komponent nemlig den episodiske buffer, som også tages udgangspunkt mht. modellen.
Den fonologiske løkke fastholder auditiv information. Heri er det især menneskets indre stemme der benyttes til at repræsentere verbalt materiale som en fonologisk repræsentation. Den fonologiske løkkes eksistens er bl.a. påvist ved at man husker information bedre ved at man får det auditivt end visuelt pga. den fonologiske løkke.

#### Den centrale styringsenhed
Den centrale styringsenhed er det styrende komponent af arbejdshukommelsen. Denne er anderledes idet den kan arbejde på tværs af modaliteter ift. den fonologiske løkke og den visuospatiale skitseblok. I udgangspunktet var denne komponent vagt beskrevet af Baddeley og Hitch (1974), men har udviklet sig til en dybere forståelse i 1996 af de tidligere nævnte personer. Styringsfunktionerne er bl.a. fokusering af opmærksomhed, dele opmærksomhed mellem flere stimuli, skifte mellem forskellige opgaver og levere en grænseflade til langtidshukommelsen. Den centrale styringsenhed fordeler opmærksomhed i de to nævnte slavesystemer, heri klares simple opgaver i slavesystemerne selv. Ved sværere og mere opmærksomhedskrævende opgaver bruges ressourcer fra den centrale styringsenhed. De første tre nævnte funktioner omhandler opmærksomhedsregulering, mens den fjerde funktion, leverer en grænseflade til langtidshukommelsen, dvs. at der også må indgå en form for lagerplads i den centrale styringsenhed for at der kan kombineres information fra begge slavesystemer.

#### Den fonologiske løkke
Den fonologiske løkke består af to delkomponenter: et fonologisk korttidslager og en artikulatorisk repetitionsproces. Det fonologiske korttidslager lagrer al auditiv og verbal information. Dette ses af et forsøg af Surprenant og kollegaer (1999), hvor forsøgspersoner skulle genkalde ord samtidig med, at der var en strøm af irrelevant tale. Det forringede deres evne til at genkalde ordene, og man kan sige at også den irrelevante tale lagres i lageret. Den anden delkomponent i den fonologiske løkke er den artikulatoriske repetitionsproces. Dette er en proces som kan forlænge informationens genkaldelsestid ved at man gentager informationen verbalt eller subvokalt, hvor subvokalt er når der tænkes gentagende gange om ordet.

#### Den visuospatiale skitseblok
Den visuospatiale skitseblok fastholder synsmæssige, rumlige og haptiske informationer. Ligesom den fonologiske løkke er der også en begrænset mængde af ressourcer for lageret i den visuospatiale skitseblok. Et forsøg af Brooks (1967) viste at der var forstyrrelse i visuospatial genkaldelse ved sammenfaldende visuel aktivitet. Dog var dette ikke tilfældet ved præsentation af sætninger i to modaliteter nemlig visuelt og auditivt, her fremmede det genkaldelsen af opgaverne, og tyder på at der er en forskel på visuel og auditiv repræsenteret information. Baseret på viden om den fonologiske løkke kan der ligeså opdeles i to komponenter nemlig et passivt lager, den visuelle cache, og en aktiv indøvningskomponent, den visuelle sekretær. Den visuelle cache fungerer ligeledes som korttidslageret for verbal information ved at kunne indeholde visuelt information i korte intervaller. Den aktive fastholdelse af information findes hos den visuelle sekretær, hvor at man aktivt kan genbesøge rumlige positioner i hukommelsen. Her fandt Postle et. al. (2006) i et forsøg hvor forsøgspersoner skulle huske positionen af en præsenteret stimulus, hvor at den rumlige hukommelse forværres i sammenhæng med at der laves øjenbevægelser.

#### Den episodiske buffer
Den episodiske buffer er det nyeste komponent som blev inkluderet af Baddeley & Hitch (2000)  for bl.a. at forklare hvorfor man bedre husker ord når de indgår i sætninger. Den episodiske buffer kommer ind i billedet ved at være et lager hvor kort- og langtidshukommelsen har adgang til informationen og kan integrere viden fra begge systemer. Dette kan være forklaringen på hvorfor at man bedre husker ord i en sætning, da man henter viden fra langtidshukommelsen, samtidigt med at det lagres i korttidshukommelsen. Ligeledes de andre komponenter, har den episodiske buffer også en begrænset kapacitet, dog i form af chunks. Et eksempel kunne være chunking af en talrække: 1-1-2-9-1-0-0 som kan huskes hhv. 112 og 9100 fra eksisterende viden.